# 14977 Bressler
14977 Bressler eller 1997 SE4 är en asteroid i huvudbältet som upptäcktes den 26 september 1997 av den österrikiska amatörastronomen Erich Meyer vid Linz-observatoriet. Den är uppkallad efter amatörastronomen Martin Bressler.
Asteroiden har en diameter på ungefär 5 kilometer och den tillhör asteroidgruppen Koronis.